# Bundesstraße 54
Die Bundesstraße 54 (Abkürzung: B 54) ist eine in Nord-Süd-Richtung verlaufende Bundesstraße zwischen Gronau an der niederländischen Grenze und Wiesbaden.

## Verlauf
Die Bundesstraße 54 beginnt an der niederländischen Grenze bei Gronau, wo der Rijksweg 35 beziehungsweise dessen Verlängerung N 35 in die Bundesstraße übergeht. Sie führt über die Orte Ochtrup, Steinfurt (Ortsteile Burgsteinfurt und Borghorst), Nordwalde, Altenberge, Münster, Rinkerode, Herbern, Werne, Lünen, Dortmund (dort umfasst sie u. a. den gesamten Wallring), Herdecke, Hagen, Schalksmühle, Lüdenscheid-Brügge, Kierspe, Meinerzhagen, Olpe, Kreuztal, Siegen, Wilnsdorf, Burbach, Rennerod, Dornburg, Limburg an der Lahn, Diez, Bad Schwalbach und Taunusstein nach Wiesbaden, wo sie in der Berliner Straße, einem Teil der Bundesstraße 455 endet. Der frühere östlichste Teil von Wiesbaden über Wiesbaden-Erbenheim wurde in die Bundesstraße 455, die weitere Fortsetzung (Rhein-Main-Schnellweg) über das heutige Wiesbadener Kreuz bis zum Zusammentreffen mit der Bundesstraße 40 bei Weilbach 1965 in die heutige Bundesautobahn 66 einbezogen.

### Neubaustrecke zwischen Gronau und Münster
Direkt ab Beginn der B 54 an der Grenze zu den Niederlanden existiert eine Neubau-Strecke. Sie dient als Umgehung von Gronau und hat anschließend Anschluss an die A 31. Dieser 10,2 Kilometer lange und 46 Millionen Euro teure Abschnitt der Neubaustrecke von der Grenze bis zur A 31 wurde am 29. März 2004 nach acht Jahren Bauzeit dem Verkehr übergeben.
Im weiteren Verlauf führt der nächste Abschnitt weiter als Umgehung an Ochtrup vorbei. Am Anschluss zur Bundesstraße 70 nördlich von Metelen endete die Neubaustrecke zunächst. Am 11. Dezember 2006 begannen die Bauarbeiten zum 5,2 Kilometer langen Lückenschluss der Ausbaustrecke zwischen Ochtrup und Steinfurt-Burgsteinfurt, dessen Planungen bereits bis in die 1930er Jahre zurückreichen. Am 5. Mai 2010 konnte sie dem Verkehr übergeben werden, die Baukosten beliefen sich auf 21 Millionen Euro. Der dortige Abschnitt der alten B 54 wurde zum 1. Januar 2010, wie zuvor schon die beiden anderen ersetzten Abschnitte, zur Landesstraße als Teil der L 510 abgestuft. Auf diese Strecke folgt ein bereits zwischen 1975 und 1981 gebauter Abschnitt, der als Umgehungsstraße von Burgsteinfurt, Borghorst (hier mitten durch das Waldgebiet Buchenberg, heute Naturschutzgebiet Am Bagno – Buchenberg), Altenberge und Nienberge dient. Damit ist die B 54 zwischen Gronau und Münster durchgehend kreuzungsfrei sowie mit einem den Fahrtrichtungen wechselseitig zur Verfügung stehenden dritten Fahrstreifen ausgestattet (2+1 System). Nach einem Anschluss an die A 1 führt die B 54 kurz vor Münster wieder auf ihrem alten Verlauf weiter in die Innenstadt von Münster. Seit dem 1. Januar 2020 erfolgt die Trassenführung in Münster nicht mehr zentral durch die Innenstadt, sondern weiter westlich über den Ring.
Die Neubaustrecke zwischen der niederländischen Grenze und Münster sollte ursprünglich als A 314 gebaut werden. Daher sind die Anschlussstellen A 1 und A 31 auch als vollständige Kleeblätter ausgebaut. Die Planungen für den Bau einer A 314 wurden inzwischen verworfen.
Um die Straße für die Fahrer sicherer zu machen, haben im Sommer 2022 Ausbauplanungen für die Bundesstraße begonnen. Um dem hohen Verkehrsaufkommen gerecht zu werden, soll die Fahrbahn zwischen der Anschlussstelle Nordwalde bis zur Anschlussstelle Münster-Nord in zwei Teilen auf jeweils zwei Fahrstreifen pro Richtung ausgebaut werden. Es gibt jedoch auch Kritik an dem Ausbau. Umweltschützer und Bewohner halten den Ausbau für eine falsche Investition. Stattdessen sollte in den Bahnverkehr zwischen Emden(-Rheine)-Münster (RE 15 „Emsland-Express“, RB 65 „Emsbahn“) und Enschede-Münster (RB 64) investiert werden, um die Bahn für Pendler attraktiver zu machen und so die Belastung der Bundesstraße von bis zu 33.500 KFZ/Tag zu verringern.

### Strecke von Krombach bis Wiesbaden
Von der Krombacher Höhe, anschließend an die Auf- und Abfahrt Krombach der A 4 und als Verlängerung dieser Autobahn, führt die B 54 in das Kreuztaler Stadtgebiet und weiter in die nördlichen Siegener Stadtteile hinein. Der einstige Verlauf der B 54 ab Kreuztal-Krombach wurde bis Kreuztal der B 517 zugeschlagen.
In Siegen ist die B 54 zu einer Stadtautobahn auf Hochstelzen ausgebaut, der Hüttentalstraße. Sie bildet in Kreuztal-Buschhütten sowie in den Siegener Stadtteilen Dillnhütten, Geisweid und Weidenau als aufgebockte Brücke die mit 2.230 Metern Länge sechstlängste Brücke Deutschlands und längste Brücke in Nordrhein-Westfalen.
Das Siegerland verlässt sie an der Anschlussstelle Haiger/Burbach der A 45 und steigt in südlicher Richtung in den Hohen Westerwald auf, wobei sie den Flughafen Siegerland direkt westlich passiert. Kurz darauf erreicht sie am Salzburger Kopf ihren höchstgelegenen Punkt auf etwa 630 Meter. Vom Westerwald wieder absteigend kreuzt sie die Bundesstraßen 414 und 255 und vereinigt sich vor dem Lahntal mit der hier vierstreifig ausgebauten B 49, die gemeinsame schnurgerade Trasse bis Limburg wird im Volksmund Lange Meil genannt.
Das Limburger Stadtgebiet durchquert die Bundesstraße als Diezer Straße Richtung Südwesten und überquert vor dem Diezer Stadtteil Freiendiez die Landesgrenze von Hessen nach Rheinland-Pfalz. Freiendiez wird südöstlich als Ortsumgehung Richtung Aartal umfahren und nennt sich ab hier Aarstraße. Der Bau einer Südumgehung Limburg von Limburg nach Holzheim unter Umgehung von Diez ist seit 2012 politisch umstritten und kommt nicht voran.
Die Strecke ab Freiendiez verläuft in Richtung Wiesbaden durch das zu großen Teilen enge und kurvenreiche Aartal im westlichen Hintertaunus. Deshalb ist Aarstraße – abgesehen von wenigen Teilstücken – auch der offizielle Straßenname aller Ortsdurchfahrten bis zum Dürerplatz in Wiesbaden. Im Aartal verlaufen parallel die Trasse der stillgelegten Aartalbahn, der Aartal-Radweg und der Aar-Höhenweg.
In Bleidenstadt verlässt die B 54 das Aartal und führt südwärts über die Eiserne Hand, wo sie auf 421 Meter Höhe den Taunushauptkamm überquert. Von dort führt sie kilometerweit bergab nach Wiesbaden und bildet dort die teilweise sechsstreifige Ringstraße, die an Ringkirche, Landeshaus und Hauptbahnhof westlich und südlich um die Innenstadt herumläuft. Als Berliner Straße verlässt sie Wiesbaden autobahnähnlich ausgebaut in Richtung Wiesbaden-Erbenheim und Bundesautobahn 66, mündet jedoch vorher am Stadtrand in die Bundesstraße 455 ein.

## Ausbauzustand
Der Ausbauzustand der B 54 gliedert sich wie folgt:
| Abschnitt                                | Streifen | Trennstreifen | Bemerkung                                                                                      |
| ---------------------------------------- | -------- | ------------- | ---------------------------------------------------------------------------------------------- |
| Grenzübergang Gronau – Gronau-West       | 2        | nein          | kreuzungsfrei                                                                                  |
| Gronau-West – L 874 Altenberge           | 3        | nein          | kreuzungsfrei                                                                                  |
| L 874 Altenberge – L 510 Münster         | 2 / 4    | ja            | kreuzungsfrei                                                                                  |
| L 510 Münster – K 10 Münster             | 4        | ja            | städtisch                                                                                      |
| K 10 Münster – Lünen - Dortmund-Brechten | 2        | nein          | vierstreifiger Ausbau zwischen Lünen und DO-Brechten hat begonnen, Fertigstellung geplant 2024 |
| Dortmund-Brechten – L 657 Dortmund-Eving | 2        | ja            |                                                                                                |
| L 657 Dortmund-Eving – Dortmund          | 4        | ja            | städtisch, geflügelt als Wallring, Süd als Ruhrallee                                           |
| Dortmund – Dortmund-Süd                  | 4–5      | ja            | autobahnähnlich, Nord als Ruhrallee                                                            |
| Dortmund-Süd – Meinerzhagen              | 2        | nein          |                                                                                                |
| Olpe – Kreuztal-Krombach                 | 2        | nein          |                                                                                                |
| Kreuztal-Krombach – Siegen               | 4        | ja            | autobahnähnlich als Hüttentalstraße                                                            |
| Siegen – Ahlbach                         | 2        | nein          |                                                                                                |
| Ahlbach – Limburg-Nord                   | 4        | ja            | autobahnähnlich                                                                                |
| Limburg-Nord – Wiesbaden                 | 2        | nein          |                                                                                                |
| Wiesbaden – K 647 Wiesbaden              | 4        | nein          | städtisch                                                                                      |
| K 647 Wiesbaden – Wiesbaden              | 4        | ja            | städtisch                                                                                      |
| Wiesbaden – L 3037 Wiesbaden             | 6        | ja            | städtisch                                                                                      |
| L 3037 Wiesbaden – Wiesbaden             | 4        | ja            | städtisch                                                                                      |

## Folgen des Orkans Kyrill
Der Orkan Kyrill, der am 18. und 19. Januar 2007 über Europa hinweg zog, hinterließ auch an der B 54 große Schäden. Zwischen Schalksmühle und Brügge in Höhe der Ortschaft Nöllenhammer wurde der Wald so stark geschädigt, dass es zu einer Hangrutschung kam, die auch die Straße in Mitleidenschaft zog. Drei Fahrzeuge wurden verschüttet, die Insassen konnten sich rechtzeitig in Sicherheit bringen. Die Aufräumarbeiten hielten bis zum 1. März 2007 an, da aufgrund des steilen Hanges Spezialmaschinen aus der Schweiz angefordert werden mussten.